# ألبرت برينكمان
ألبرت برينكمان (بالألمانية: Albert Brinkmann )‏ (و. 1916 – 2005 م) هو سياسي، من ألمانيا، كان عضوًا في الاتحاد الديمقراطي المسيحي، توفي عن عمر يناهز 89 عاماً.

## مناصب
تولى منصب عضو مجلس الشورى الموحد شمال الراين وستفاليا.